# Somatorelin
Somatorelin là một tác nhân chẩn đoán để xác định thiếu hụt hormone tăng trưởng. Nó là một phiên bản tái tổ hợp của hormone giải phóng hormone tăng trưởng (GHRH).